# Nati nel 790
| Questa pagina contiene informazioni ricavate automaticamente dalle voci biografiche con l'ausilio del template Bio e di un bot. L'aggiornamento è periodico e automatico e ricostruisce completamente la pagina. Se manca una persona in questa lista, sei pregato di non aggiungerla, ma accertati piuttosto che la sua voce biografica contenga il template Bio e che i dati anagrafici siano correttamente compilati. Se il template Bio manca, inseriscilo tu stesso o, in alternativa, metti l'avviso {{tmp\|Bio}} che ne segnala la mancanza. Se i dati riportati sono sbagliati, correggi direttamente la voce biografica; le modifiche saranno visibili in questa lista entro pochi giorni. Per chiarimenti vedi il progetto biografie. La lista contiene solo le 8 persone che sono citate nell'enciclopedia e per le quali è stato implementato correttamente il template Bio. Pagina aggiornata al 10 feb 2025. |

- 22 marzo - Fatima bint Musa, araba († 816)
- Alderico di Sens, vescovo e santo franco († 841)
- Eufrosina, imperatrice bizantina
- Guerino di Provenza, conte († 853)
- Papa Leone IV, papa, cardinale e vescovo italiano († 855)
- Li He, poeta cinese († 816)
- Leone il Matematico, filosofo, matematico e arcivescovo bizantino († 869)
- Ramiro I delle Asturie, re († 850)